# 函館西警察署

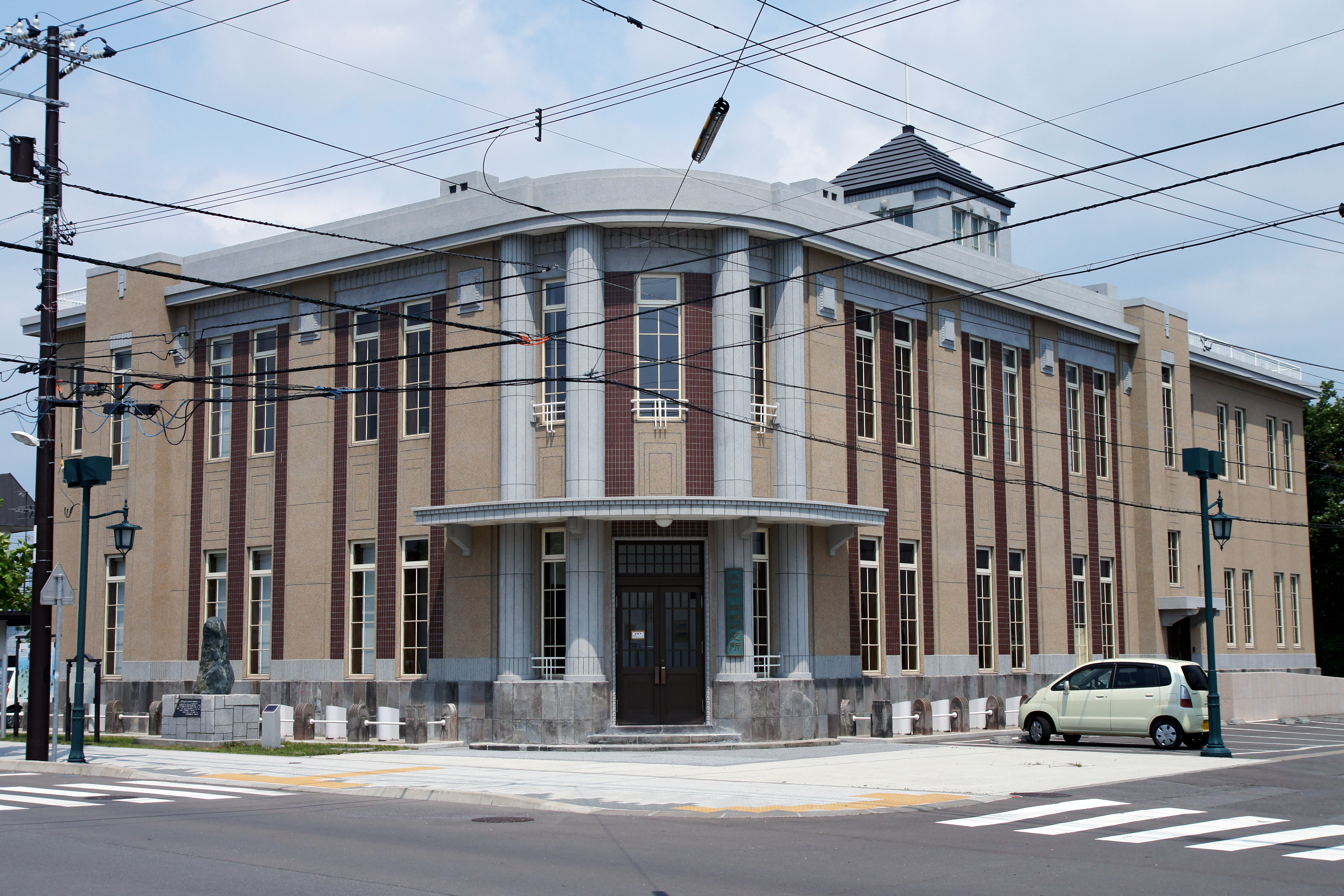
旧函館西警察署庁舎（現在の函館市臨海研究所）（2012年7月）

函館西警察署（はこだてにしけいさつしょ）は、北海道警察函館方面本部が管轄する警察署の一つである。管轄区域は函館市の一部区域（函館港、函館駅、函館山など）。

## 沿革
- 1885年（明治18年）9月 - 函館港における内外船取締りのため函館水上警察署開署。
- 1948年（昭和23年）
  - 3月 - 警察法施行により、国家地方警察函館水上地区警察署となる。
  - 6月 - 自治体警察である函館市警察に移管。函館市水上警察署となる。
- 1952年（昭和27年）7月1日 - 函館市西警察署に改称[1]。
- 1954年（昭和29年）
  - 7月1日 - 警察法改正により、北海道警察が発足するも組織体制が整わないため暫定措置として北海道函館方面函館市西警察署となる。
  - 8月31日 - 組織体制が整ったので北海道函館方面函館西警察署となる。
- 1984年（昭和59年） - 海岸町に庁舎移築（それまでは大町13-1（現在の函館市臨海研究所）にあった[2][3]）。

## 組織
- 署長（警視）
- 副署長
- 警務課（警務係、犯罪被害者支援係、相談係、管理係）
- 会計課（会計係）
- 刑事・生活安全官
  - 生活安全課（生活安全係、少年係、生活経済・保安係、許可係）
  - 刑事第一課（指導係、強行犯係、盗犯係、鑑識係）
  - 刑事第二課（知能犯係、組織犯罪対策係、薬物銃器対策係）
- 地域・交通官
  - 地域課（企画係、実務指導係、地域係、水上係、自動車警ら係）
  - 交通課（企画・規制係、指導係、捜査係）
- 警備課（公安係、外事係、警備係）

## 交番
括弧内は所在地を表す。
- 青柳交番（函館市青柳町21-22）
- 大森交番（函館市大森町28-17）
- 亀田交番（函館市亀田町17-25）
- 十字街交番（函館市豊川町7-31）
- 函館駅前交番（函館市若松町15-8）
- 万代交番（函館市万代町5-11）
- 港交番（函館市港町3-14-13）

## 警備艇
- おしま（19.00 t）

## 備考
- 2011年3月、各課を統合し課長に警視を充てその下に警部の統括官を配置。
- 2012年より各課の統括官を課長代理に改称した。
- 2013年より各課の課長を警部にし、その上に階級が警視の刑事生活安全官、地域交通官を配置した。

## 未解決事件
- 2006年（平成18年）12月：函館市タクシー運転手強盗殺人事件